# Charles Thonon
Pour les articles homonymes, voir Thonon (homonymie).
Charles Thonon est un homme politique français né le 31 mai 1893 à Saint-Quentin (Aisne) et décédé le 2 mai 1969 à Eaubonne (Val-d'Oise)
Ingénieur chez Gaz de France, il est conseiller municipal de Groslay de 1925 à 1929, puis maire de Saint-Gratien en 1935. Député SFIO de Seine-et-Oise de 1936 à 1940, il vote les pleins pouvoirs au maréchal Pétain le 10 juillet 1940. En 1941, il réintègre la compagnie du gaz de Paris et cesse toute activité politique.

## Sources
- « Charles Thonon », dans le Dictionnaire des parlementaires français (1889-1940), sous la direction de Jean Jolly, PUF, 1960 [détail de l’édition]